# General Ballivián
General Ballivián es una localidad y comuna en el Departamento General José de San Martín, localizada al norte de la provincia de Salta, Argentina. Nació por el desarrollo petrolero que tuvo lugar en esa zona.
Se encuentra sobre la RN 34 y la finalización de la carretera RN 81 "km 1.800".
De clima tórrido tropical, Gral. Ballivián se encuentra enclavado entre la selva subtropical y el Chaco salteño al pie de las sierras de Tartagal y pertenece a la denominada "Región del Bermejo".

## Población
Contaba con 1591 habitantes (Indec, 2001), lo que representa un incremento del 51,7 % frente a los 1049 habitantes (Indec, 1991) del censo anterior.

## Toponimia
Epónimo de General José Ballivián Segurola (1805-1852), militar y presidente de Bolivia entre 1841 y 1847. Fue infatigable guerrero, y militarmente y diplomáticamente trató infructuosamente de conseguir para Bolivia un puerto de mar en Arica.

## Patrona
- Virgen del Carmen, 16 de julio

## Defensa Civil

### Sismicidad
La sismicidad del área de Salta es frecuente y de intensidad baja, y un silencio sísmico de terremotos medios a graves cada 40 años.
- Sismo de 1930: aunque dicha actividad geológica catastrófica ocurre desde épocas prehistóricas, el terremoto del 24 de diciembre de 1930 (94 años),[2] señaló un hito importante dentro de la historia de eventos sísmicos jujeños, con 6,4 Richter. Pero nada cambió extremando cuidados y/o restringiendo códigos de construcción.[1]
- Sismo de 1948: el 25 de agosto de 1948 (76 años) con 7,0 Richter, el cual destruyó edificaciones y abrió numerosas grietas en inmensas zonas[2][1]
- Sismo de 2010: el 27 de febrero de 2010 (15 años) con 6,1 Richter.